# مانتا (کوندینامارکا)
مانتا (انگلیسی: Manta, Cundinamarca) نام یک منطقه مسکونی در کلمبیا است.